# Hypsiboas varelae
Espèce
Synonymes
- Hyla varelae Carrizo, 1992

Statut de conservation UICN

 DD  : Données insuffisantes
Hypsiboas varelae est une espèce d'amphibiens de la famille des Hylidae.

## Répartition
Cette espèce est endémique d'Argentine. Elle se rencontre à 70 m d'altitude à Selva Río de Oro et ses environs, dans la province du Chaco,. Sa présence est incertaine au Paraguay et en Bolivie.

## Étymologie
Cette espèce est nommée en l'honneur d'Esperanza Amalia Varela de Olmedo.

## Publication originale
- Carrizo, 1992 : Cuatro especies nuevas de anuros (Bufoninae: Bufo e Hylidae: Hyla) del Norte de la Argentina. Cuadernos de Herpetología, vol. 7, no 3, p. 14-23.